# Grunwald 1410
Grunwald 1410 – strategiczna gra planszowa dla dwóch graczy wydana przez wydawnictwo Dragon w 1992. Stanowi ona symulację bitwy pod Grunwaldem.

## Rozgrywka
Grunwald 1410 jest grą wojenną, która zakłada symulację bitwy z 1410. Gracze wcielają się w dowódców armii krzyżackiej oraz polsko-litewskiej. Rozgrywka toczy się na heksagonalnej planszy, przedstawiającej obszar bitwy i teren do niego przyległy. Celem graczy jest zniszczenie armii przeciwnika. Choć rozgrywka zakłada grę dwuosobową, różne kolory żetonów poszczególnych narodowości dają możliwość gry z udziałem nawet czterech osób.

## Zawartość pudełka
- plansza do gry o wymiarach 96 na 68 cm.
- żetony jednostek, wymagające rozcięcia i sklejenia rewersów i awersów
- żetony wodzów
- żetony pomocnicze
- instrukcja
- sześcienna kostka

## Skala gry
Każde pole planszy odpowiada ok. 150 metrom kwadratowym rzeczywistej powierzchni. Żetony kawalerii odpowiadają 200–450 ludziom, piechoty – 400–500, zaś czeladzi – 1000–2000.

## Nieścisłości historyczne
Choć gra powstała w pierwszej połowie lat dziewięćdziesiątych, już po obaleniu wielu nieprawdziwych twierdzeń dotyczących bitwy grunwaldzkiej, nadal powiela niektóre w nich. W grze występują wilcze doły. Goście zakonu są pogrupowani w osobne chorągwie, występują ponadto liczne jednostki piechoty po obu stronach, szczególnie krzyżackiej.

## Dodatkowe informacje
Autorem ilustracji na okładce jest Zbigniew Kasprzak. Gra należała do najlepiej sprzedających się tytułów wydanych przez wydawnictwo Dragon. Doczekała się także reedycji, wydanej z zupełnie nową oprawą graficzną oraz przepisami dopasowanymi do systemu gier rozgrywanych w realiach średniowiecza publikowanych przez wydawnictwo Dragon. Pojawił się także dodatek, Świecino 1462 opublikowany w 2005 roku na łamach magazynu Taktyka i Strategia.